# Бейлман, Мерил
Мерил Бейлман (эст. Meril Beilmann; род. 12 июня 1995, Таллин) — эстонская биатлонистка, выступала за сборную Эстонии.

## Биография
Биатлоном начала заниматься в 2008 году. Через год спортсменка попала в состав юниорской сборной страны. Самое крупное достижение Бейлман достигла в ней в 2014 году, когда она смогла завоевать бронзовую медаль в смешанной эстафете на Чемпионате Европы по биатлону среди юниоров в чешском Ново-Место.
Несколько лет участвовала в розыгрыше Кубка IBU. На этапах Кубка мира дебютировала в сезоне 2015/2016. В своей первой личной гонке Бейлман с 3 штрафами заняла 79-е место в индивидуальной гонке в Эстерсунде.